# Colwellia mytili
Espèce
Synonymes
Cognaticolwellia mytili
Colwellia mytili est une des espèces du genre de bactéries Colwellia. Ce sont des bacilles à Gram négatif de la famille des Colwelliaceae faisant partie du phylum des Pseudomonadota.

## Historique
La souche type de l'espèce C. mytili, nommée RA2-7, a été isolée lors d'une campagne de recherche de nouvelles bactéries isolées de moules en Corée du Sud. En 2021, Liu propose de reclasser cette espèce dans un nouveau genre sous le nom Cognaticolwellia mytili. Bien que publié de manière valide selon les critères de l'ICNP, Cognaticolwellia mytili ne reste actuellement qu'un synonyme de Colwellia mytili,.

## Taxonomie
Le nom correct complet (avec auteur) de ce taxon est Colwellia mytili Kim et al. 2017.

### Étymologie
L'étymologie de cette espèce Colwellia mytili est la suivante : my’ti.li N.L. gen. masc. n. mytili de Mytilus, isolé d'une moule et nommé d'après le nom de genre de Mytilus edulis,.

### Phylogénie
Les analyses phylogéniques de la séquence nucléotidique de l'ARNr 16S de la souche RA2-7 ont permis de classer cette bactérie parmi différentes espèces de Colwellia. La plus proche espèce en phylogénie est l'espèce Colwellia sediminilitoris qui est présente dans le même clade. Ce genre bactérien est phylogénétiquement inclus dans la classe des Pseudomonadota (ex Proteobacteria).

## Description
Colwellia mytili est une bactérie à Gram négatif ne formant pas de spores. Cette espèce est formée des bacilles aérobies stricts, positifs pour les tests catalase et oxydase. Ces bactéries ont un diamètre de 0,3 µm à 0,7 µm et une longueur de 0,5 µm à 8 µm. La croissance de ces bactéries sur milieu Marine Agar donne des colonies circulaires, légèrement convexes, luisantes et lisses, de couleur jaune grisâtre et qui ont une taille de 0,8 mm à 1,5 mm après une incubation de 5 jours à 20 °C. C'est d'ailleurs à cette température qu'est observée la croissance optimale. Celle-ci est cependant possible entre 4 °C et 25 °C mais elle est lente à cette température et devient impossible à 28 °C.
La souche type de cette espèce C. mytili est la souche RA2-7 désigné également dans des banques de cultures bactériennes sous les numéros KCTC 52417 et NBRC 112381.

## Habitat
La souche type de cette espèce a été isolée sur une moule.